# Gum 15
Gum 15 (également connue sous le nom de RCW 32) est une vaste nébuleuse en émission visible dans la constellation des Voiles.

Elle est observable dans la partie nord-ouest de la constellation, à une courte distance de la frontière avec la Poupe et juste au nord de la ligne qui joint les deux étoiles Naos (ζ Puppis) et Suhail (λ Velorum). Elle apparaît comme une tache légèrement allongée dans la direction est-ouest et peut être photographiée à l'aide de filtres à travers un télescope de moyenne puissance. Sa déclinaison fortement méridionale signifie que depuis les régions du nord son observation est particulièrement difficile depuis la zone tempérée inférieure, tandis qu'au nord de 49 °N elle est toujours invisible. Depuis l'hémisphère sud, on peut cependant l'observer presque toutes les nuits de l'année. La meilleure période pour l'observer dans le ciel du soir est de décembre à mai.

Gum 15 en plan large.

Il s'agit d'un nuage s'étendant sur environ 30 minutes d'arc en direction du nuage moléculaire des Voiles. Selon certaines études, sa distance serait d'environ 1 000 pc (∼3 260 al) et elle serait donc associée au nuage moléculaire des Voiles, dominée par de jeunes étoiles bleues appartenant à l'amas ouvert Cr 197. D'autres scientifiques le placent plutôt à environ 424 pc (∼1 380 al) seulement, en association avec le jeune amas Tr 10.
On pense que l'étoile HD 74804, une étoile de classe B parfois identifiée comme une étoile de la séquence principale et parfois comme une géante brillante, est la principale responsable de l'ionisation des gaz dans le nuage. D'autres chercheurs pensent plutôt que d'autres étoiles contribuent à son ionisation, comme HD 75759, de classe spectrale O9V. La partie centrale de cette nébuleuse est obscurcie par une bande de poussière sombre, cataloguée SL 2, dont la vitesse radiale, égale à +22,4 km s−1, est comparable à celle des étoiles de Cr 197. Dans la direction du complexe, 21 étoiles avec des émissions Hα, sont connues, dont 15 sont en fait des étoiles T Tauri et deux sont des étoiles Ae/Be de Herbig. À celles-ci s'ajoutent 70 autres étoiles qui présentent des caractéristiques typiques de T Tauri, plus une trentaine de sources de rayons X, toujours associées à ce type de jeunes objets stellaires. Selon certains chercheurs, ce nuage est étroitement lié au nuage voisin Gum 14 (RCW 27) et ils constituent ensemble une seule région de formation d'étoiles, indiquée par l'acronyme SFR 265.00-2.00.